# Clara.io
Clara.io là một phần mềm đồ họa máy tính 3D miễn phí  dựa trên web được phát triển bởi Exocortex, một công ty phần mềm của Canada. Clara.io được công bố vào tháng 7 năm 2013 và được giới thiệu lần đầu như là một phần của chương trình SIGGRAPH 2013 chính thức vào cuối tháng đó. Vào tháng 11 năm 2013 khi giai đoạn beta mở bắt đầu, Clara.io đã có 14.000 người dùng đã đăng ký. Clara.io tuyên bố có 26.000 người dùng đã đăng ký vào tháng 1 năm 2014, đã tăng lên 85.000 vào tháng 12 năm 2014.

## Các tính năng
- Mô hình hóa đa giác
- Hình học rắn xây dựng
- Hoạt ảnh khung chính
- Hoạt hình xương
- Biểu đồ cảnh phân cấp
- Ánh xạ kết cấu
- Kết xuất ảnh hiện thực - "photorealistic rendering" (kết xuất ảnh đám mây theo dòng sử dụng đám mây V-Ray[9])
- Xuất bản cảnh qua nhúng HTML iframe
- Xuất / nhập FBX, Collada, OBJ, STL và Three.js
- Chỉnh sửa cộng tác trong thời gian thực
- Kiểm soát sửa đổi (phiên bản & lịch sử)
- Scripting, Plugins & REST APIs
- Thư viện mô hình 3D[10]

## Công nghệ
Clara.io được phát triển bằng HTML5, JavaScript, WebGL và Three.js. Clara.io không dựa vào bất kỳ plugin trình duyệt nào và do đó chạy trên bất kỳ nền tảng nào có trình duyệt tuân thủ các tiêu chuẩn hiện đại.

## Ảnh chụp màn hình
|  |  |  |